# Leichtathletik-Europameisterschaften 2016/4 × 100 m der Frauen

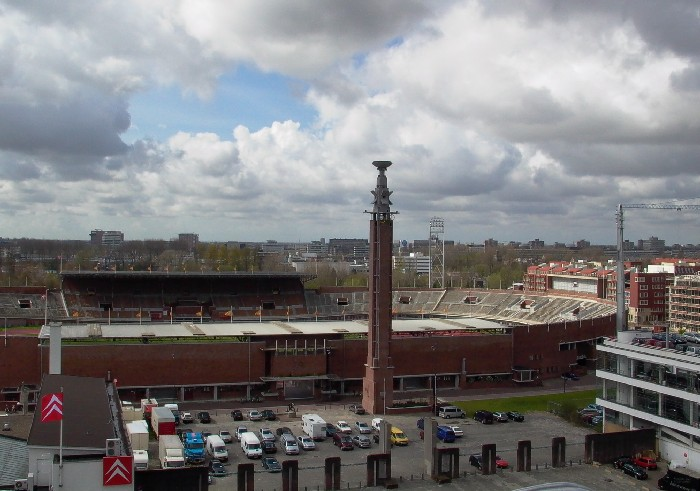
Das Olympiastadion in Amsterdam im Jahr 2005

Die 4-mal-100-Meter-Staffel der Frauen bei den Leichtathletik-Europameisterschaften 2016 wurde am 9. und 10. Juli 2016 im Olympiastadion der niederländischen Hauptstadt Amsterdam ausgetragen.
Europameister wurde die Niederlande in der Besetzung Jamile Samuel, Dafne Schippers (Finale), Tessa van Schagen und Naomi Sedney sowie der im Vorlauf außerdem eingesetzten Marije van Hunenstijn.
Den zweiten Platz belegte Großbritannien mit Asha Philip, Dina Asher-Smith, Bianca Williams und Daryll Neita.
Bronze ging an Deutschland (Tatjana Pinto, Lisa Mayer, Gina Lückenkemper, Rebekka Haase).
Auch die nur im Vorlauf eingesetzte Läuferin der niederländischen Staffel erhielt eine Goldmedaille.

## Rekorde

### Bestehende Rekorde
| Weltrekord           | 40,82 s | USA (Tianna Madison, Allyson Felix, Bianca Knight, Carmelita Jeter) | OS London, Großbritannien | 10. August 2012   |
| Europarekord         | 41,37 s | DDR (Gesine Walther, Sabine Rieger, Ingrid Auerswald, Marlies Göhr) | Canberra, Australien      | 16. Oktober 1985  |
| Meisterschaftsrekord | 41,68 s | DDR (Silke Möller, Katrin Krabbe, Kerstin Behrendt, Sabine Günther) | EM Split, Jugoslawien     | 1. September 1990 |

Der bestehende EM-Rekord wurde bei diesen Europameisterschaften nicht erreicht. Die schnellste Zeit erzielte Europameister Niederlande im Finale mit 42,04 s, womit das Quartett 36 Hundertstelsekunden über dem Rekord blieb. Zum Europarekord fehlten 67 Hundertstelsekunden, zum Weltrekord 1,22 s.

### Rekordegalisierung / -verbesserungen
Ein bestehender Landesrekord wurde egalisiert, drei neue Landesrekorde wurden aufgestellt:
- Egalisierter Landesrekord:
  - 44,34 s – Ungarn (Fanni Schmelcz, Éva Kaptur, Gréta Kerekes, Anasztázia Nguyen), zweiter Vorlauf am 9. Juli
- Verbesserte Landesrekorde:
  - 42,87 s – Schweiz (Ajla Del Ponte, Sarah Atcho, Ellen Sprunger, Salomé Kora), erster Vorlauf am 9. Juli
  - 43,87 s – Zypern (Olivia Fotopoulou, Ramona Papaioannou, Filippa Fotopoulou, Eleni Artymata), erster Vorlauf am 9. Juli
  - 42,04 s – Niederlande (Jamile Samuel, Dafne Schippers, Tessa van Schagen, Naomi Sedney), Finale am 10. Juli

## Doping
In diesem Wettbewerb gab es einen Dopingfall.
Ein Dopingtest der Ukrainerin Olessja Powch vom 15. Juni 2016 ergab eine deutlich zu hohe Testosteron-Konzentration. Dies führte zur Disqualifikation der ukrainischen 4-mal-100-Meter-Staffel, die den vierten Platz erreicht hatte. Olessja Powch erhielt eine vierjährige Sperre vom 15. Juni 2016 bis 14. Juni 2020, alle ihre seit der positiven Dopingprobe erzielten Resultate wurden annulliert, darunter auch ihr Halbfinaleinzug über 100 Meter.
Leidtragende waren in erster Linie die vier Sprinterinnen der Staffel aus der Republik Zypern. Olivia Fotopoulou, Ramona Papaioannou, Filippa Fotopoulou und Eleni Artymata mussten im Finale zuschauen, obwohl sie sich über ihre Zeit eigentlich für diese Runde qualifiziert hatten.

## Legende
Kurze Übersicht zur Bedeutung der Symbolik – so üblicherweise auch in sonstigen Veröffentlichungen verwendet:
| NR  | Nationaler Rekord                        |
| e   | egalisiert                               |
| DNF | Wettkampf nicht beendet (did not finish) |
| DOP | wegen Dopingvergehens disqualifiziert    |

## Vorrunde
9. Juli 2016, 20:00 Uhr
Die Vorrunde wurde in zwei Läufen durchgeführt. Die ersten drei Staffeln pro Lauf – hellblau unterlegt – sowie die darüber hinaus zwei zeitschnellsten Teams – hellgrün unterlegt – qualifizierten sich für das Finale.

### Vorlauf 1

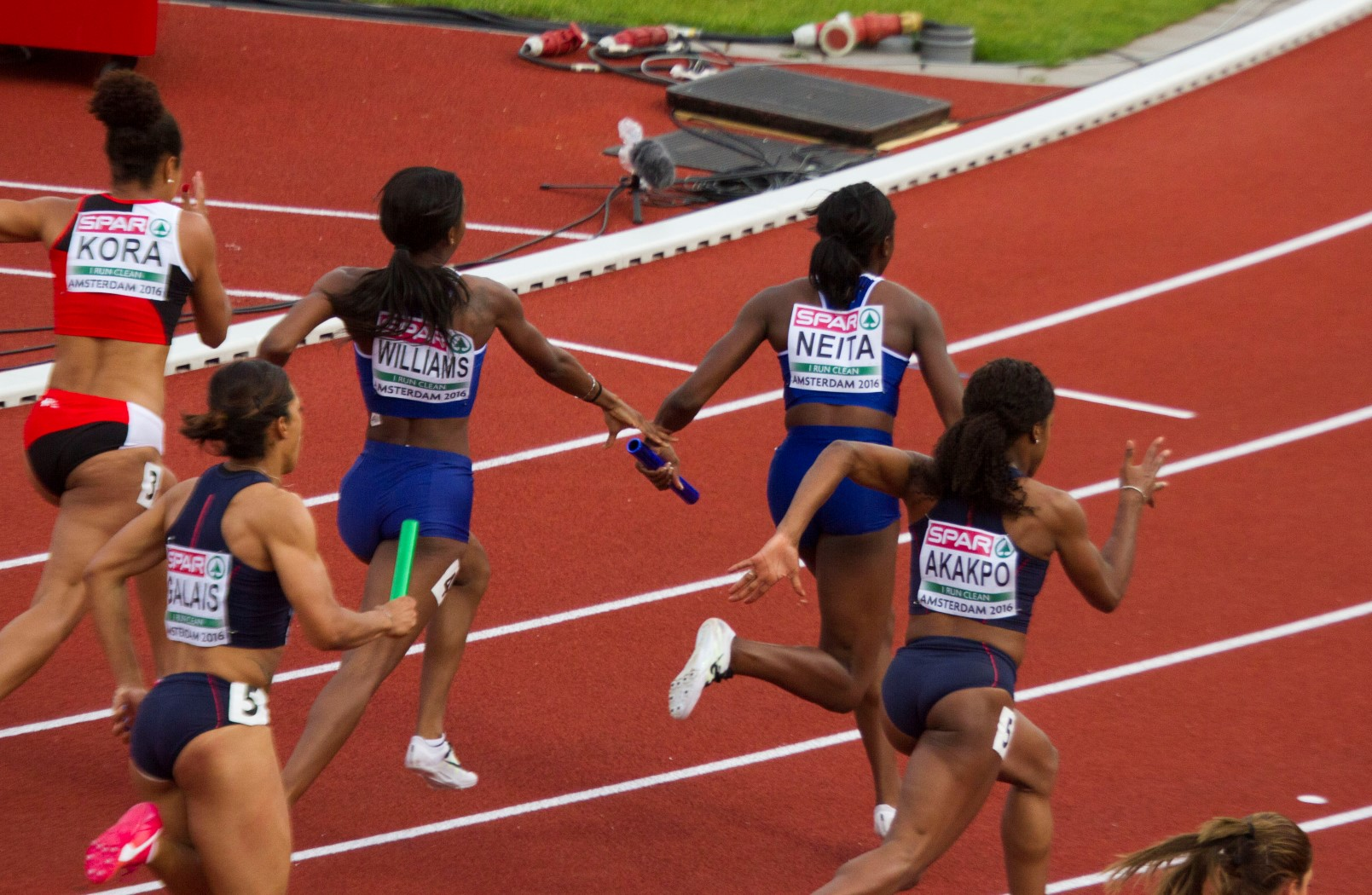
Erster Vorlauf, letzter Wechsel (von innen nach außen.): Salomé Kora, Schlussläuferin der Schweiz, die Britin Bianca Williams wechselt auf Daryll Neita und die Französin Jennifer Galais übergibt den Stab an Stella Akakpo

| Platz | Staffel        | Besetzung                                                                     | Zeit (s) | Anmerkung                              |
| ----- | -------------- | ----------------------------------------------------------------------------- | -------- | -------------------------------------- |
| 1     | Großbritannien | Asha Philip Dina Asher-Smith Bianca Williams Daryll Neita                     | 42,59    |                                        |
| 2     | Schweiz        | Ajla Del Ponte Sarah Atcho Ellen Sprunger Salomé Kora                         | 42,87 NR |                                        |
| 3     | Frankreich     | Floriane Gnafoua Céline Distel-Bonnet Jennifer Galais Stella Akakpo           | 43,06    |                                        |
| 4     | Zypern         | Olivia Fotopoulou Ramona Papaioannou Filippa Fotopoulou Eleni Artymata        | 43,87 NR | eigentlich für das Finale qualifiziert |
| 5     | Schweden       | Elin Östlund Linnea Killander Isabelle Eurenius Pernilla Nilsson              | 44,27    |                                        |
| 6     | Irland         | Joan Healy Phil Healy Sarah Murray Niamh Whelan                               | 44,29    |                                        |
| DNF   | Norwegen       | Helene Rønningen Ida Bakke Hansen Astrid Mangen Ingebrigtsen Ezinne Okparaebo |          |                                        |
| DOP   | Ukraine        | Olessja Powch Natalija Pohrebnjak Marija Rjemjen Jelysaweta Bryshina          | 42,93    | für das Finale zugelassen              |

### Vorlauf 2
| Platz | Staffel      | Besetzung                                                                    | Zeit (s)  |
| ----- | ------------ | ---------------------------------------------------------------------------- | --------- |
| 1     | Deutschland  | Tatjana Pinto Lisa Mayer Gina Lückenkemper Rebekka Haase                     | 42,71     |
| 2     | Italien      | Irene Siragusa Gloria Hooper Martina Amidei Audrey Alloh                     | 43,33     |
| 3     | Niederlande  | Jamile Samuel Marije van Hunenstijn (Vorlauf) Tessa van Schagen Naomi Sedney | 43,34     |
| 4     | Polen        | Agata Forkasiewicz Marika Popowicz-Drapała Anna Kiełbasińska Ewa Swoboda     | 43,59     |
| 5     | Spanien      | María Isabel Pérez Nana Jacob Estela García Cristina Lara                    | 44,14     |
| 6     | Ungarn       | Fanni Schmelcz Éva Kaptur Gréta Kerekes Anasztázia Nguyen                    | 44,34 NRe |
| 7     | Griechenland | Maria Gatou Elisavet Pesiridou Katerina Dalaka Maria Belimbasaki             | 44,58     |
| 8     | Slowakei     | Vladimíra Šibová Lenka Kršáková Denisa Bučková Alexandra Bezeková            | 45,31     |

## Finale

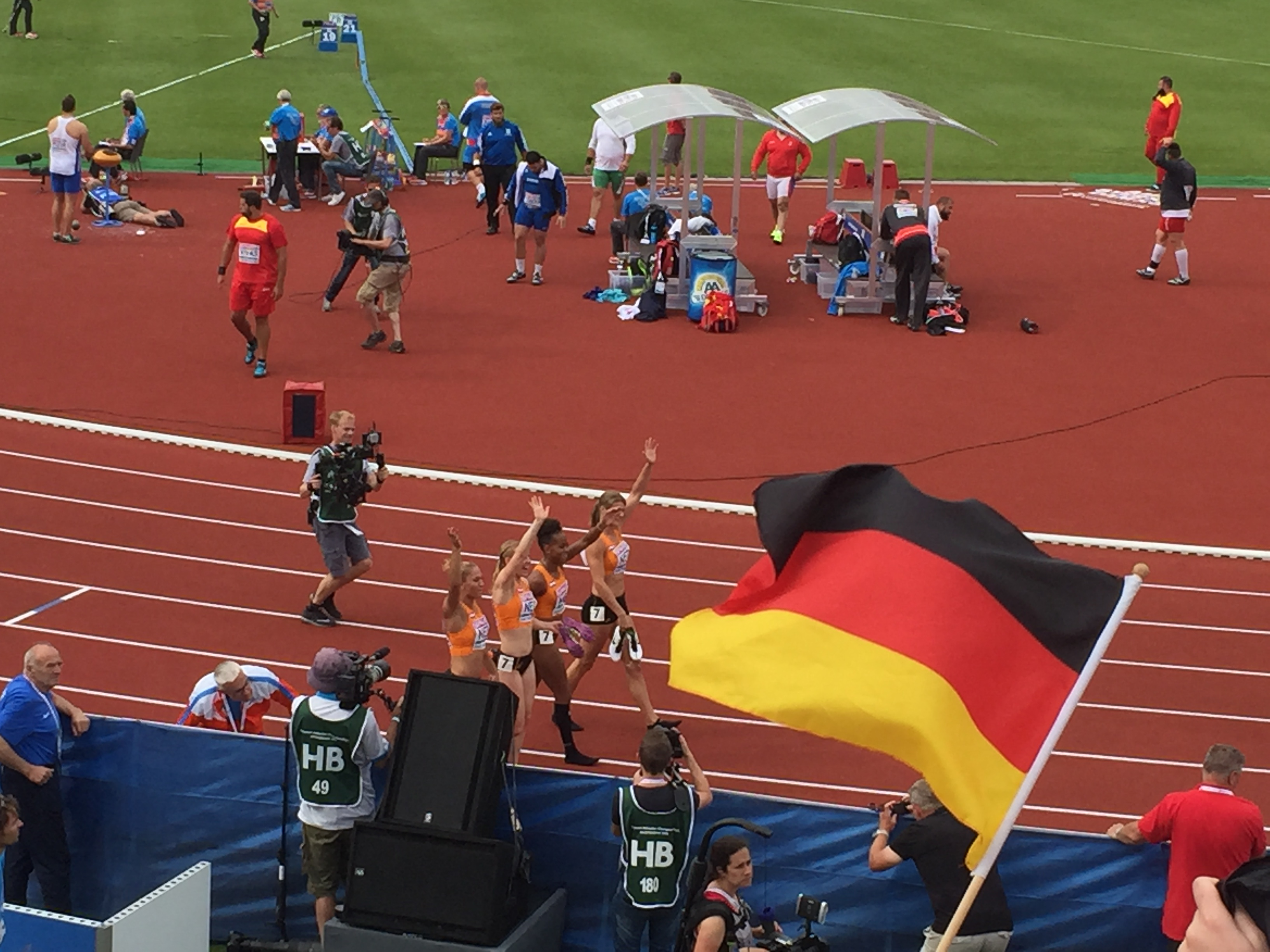
Die Niederländerinnen feierten ihren Titelgewinn

10. Juli 2016, 17:35 Uhr
| Platz | Staffel        | Besetzung | Zeit (s) |
| ----- | -------------- | --- | -------- |
| 1     | Niederlande    | Jamile Samuel Dafne Schippers (Finale) Tessa van Schagen Naomi Sedney im Vorlauf außerdem: Marije van Hunenstijn | 42,04 NR |
| 2     | Großbritannien | Asha Philip Dina Asher-Smith Bianca Williams Daryll Neita                                                        | 42,45    |
| 3     | Deutschland    | Tatjana Pinto Lisa Mayer Gina Lückenkemper Rebekka Haase                                                         | 42,48    |
| 4     | Schweiz        | Ajla Del Ponte Sarah Atcho Ellen Sprunger Salomé Kora                                                            | 43,00    |
| 5     | Frankreich     | Floriane Gnafoua Céline Distel-Bonnet Jennifer Galais Stella Akakpo                                              | 43,05    |
| 6     | Polen          | Agata Forkasiewicz Marika Popowicz-Drapała Anna Kiełbasińska Ewa Swoboda                                         | 43,24    |
| 7     | Italien        | Irene Siragusa Gloria Hooper Martina Amidei Audrey Alloh                                                         | 43,57    |
| DOP   | Ukraine        | Olessja Powch Natalija Pohrebnjak Marija Rjemjen Jelysaweta Bryshina                                             | 42,87    |

## Videolink
- 4x100m Relay Women's Final - European Athletics Championships 2016, youtube.com, abgerufen am 24. März 2023